# Cicinnus thermesia
Cicinnus thermesia is een vlinder uit de familie van de Mimallonidae. De wetenschappelijke naam van de soort is voor het eerst geldig gepubliceerd in 1921 door Jones.